# Mavis Bank
Mavis Bank ist eine Landstadt im Süden von Jamaika. Die Stadt befindet sich im County Surrey im Parish Saint Andrew. Im Jahr 2013 hatte Mavis Bank eine Einwohnerzahl von 1.765 Menschen.

## Geografie
Mavis Bank liegt in den Blue Mountains auf einer Höhe von 550 bis 850 Metern über dem Meeresspiegel. Sie ist damit eine der höchstgelegenen Siedlungen der Insel. Mavis Bank liegt an der Quelle des Yallahs River, der bei der gleichnamigen Stadt Yallahs in den Atlantik mündet. Der Quellfluss wird nach kurzer Strecke zusätzlich von einem kleinen Bach gespeist. Die nächstgelegene Ortschaft ist das etwas höher liegende Hagley Gap im Westen. Östlich liegt der Ort Gordon Town, hinter dem die Außenbezirke von Kingston beginnen. Der Ort liegt im Durchschnitt 350 Meter über dem Meeresspiegel. Zwischen Gordon Town und Mavis Bank liegen mehrere Farmen und Häuser.

## Geschichte und Wirtschaft
Die Stadt hat ihren Namen von den umliegenden Kaffee-Plantagen, die den Namen eines historischen schottischen Hauses tragen. Der Nachlass wird seit mehreren Generationen von der Munn-Familie bewirtschaftet. Sie ist der wichtigste Arbeitgeber in der Region. In den Plantagen ist der Jamaican Blue Mountain Coffee das Haupterzeugnis.

## Kirchen
In Mavis Bank befindet sich eine Kirche der Siebenten-Tags-Adventisten, die die größte Gemeinschaft im Ort stellt. Zudem leben dort viele Angehörige der Bobo Ashanti, eine Glaubensrichtung der Rastafari.

## Persönlichkeiten
- Burchell Alexander McPherson, 1951 in Mavis Bank geboren, Bischof von Montego Bay